# 小幡竜平
小幡 竜平（おばた りゅうへい、2000年9月21日 - ）は、大分県大分市出身のプロ野球選手（内野手）。右投左打。阪神タイガース所属。

## 経歴

### プロ入り前
小学3年時に投手兼遊撃手としてソフトボールを始めると、大分市立明野中学校在学中には、大分明野ボーイズへ所属した。
中学校からの卒業後に、大分県と南接する宮崎県の延岡学園高校へ進学。内野手として、1年時の秋からレギュラーに起用された。「4番・遊撃手」に定着した2年時秋の宮崎県大会と九州大会では、通算9試合の出場で17安打9打点と活躍。3年時の春には第90回記念選抜高等学校野球大会へ出場。初戦（國學院栃木高校との2回戦）で初回に同点適時打を打ったが、チームは敗れた。夏の全国高等学校野球選手権宮崎大会では2回戦で敗れたものの、大会後の8月には、U18野球日本代表の壮行試合に宮崎県高校選抜として戸郷翔征（当時は聖心ウルスラ学園高校投手）などと共に出場している。
2018年のNPBドラフト会議で、阪神タイガースから2巡目で指名。契約金6000万円、年俸720万円（金額は推定）という条件で入団した。背番号は38。この会議では、前年（2017年）夏の選手権宮崎大会を制していた戸郷も読売ジャイアンツから6巡目で指名され、後に入団している。

### 阪神時代
2019年には、一軍公式戦へのデビューこそ戸郷に先を越されたものの、7月11日のフレッシュオールスターゲーム（楽天生命パーク）にウエスタン・リーグ選抜チームの一員として途中から出場した。ウエスタン・リーグ公式戦99試合には出場。遊撃手として積極的に起用され、規定打席へ到達し、リーグ15位の打率.225、1本塁打、14打点、9盗塁という成績を残した。11月13日、現状維持となる推定年俸720万円で契約を更改した。
2020年には、レギュラーシーズンの開幕前に新型コロナウイルスへの感染を疑われる事態（詳細後述）へ陥りながらも、開幕から8月中旬までウエスタン・リーグ公式戦に31試合へ出場。この時点でリーグトップの8盗塁、チームトップの打率.277を記録していたことから、プロ入り後初めての出場選手登録（8月21日）を経て、19歳11か月で迎えた翌22日の対東京ヤクルトスワローズ戦（明治神宮野球場）で一軍公式戦へのデビューを果たした（詳細後述）。次のカードであった中日ドラゴンズとの3連戦（阪神甲子園球場）では、25日の第1戦8回裏に代走で初盗塁、26日の第2戦に「8番・二塁手」としてスタメンでの初出場、27日の第3戦で第2打席での初安打を皮切りに2安打を記録。29日の対広島東洋カープ戦（マツダスタジアム）でもスタメンに起用されると、2回表一死一・三塁からの第1打席でセーフティスクイズの成功（一塁への適時内野安打）によって初打点を記録した。新型コロナウイルスへの感染によって戦線を離れていた正二塁手の糸原健斗が一軍に復帰した10月以降も、シーズンの終了まで一軍に帯同し、主に遊撃手としてスタメンに起用。一軍公式戦には通算54試合の出場で、打率.220、7打点、3盗塁という成績を残した。9失策を記録するなど内野の守備で課題を露呈したが、シーズン終了後の11月30日に、380万円増となる推定年俸1100万円で契約を更改。
2021年は主に代走や守備固めとして43試合に出場し、打率.261を記録。12月2日、現状維持となる推定年俸1100万円で契約を更改した。
2022年、4月24日のヤクルト戦（神宮）で、プロ通算194打席目にして初本塁打を記録。10月21日のフェニックス・リーグでサイクル安打を達成。最終的に49試合に出場し、打率.188、1本塁打、5打点を記録。11月18日、300万円増となる推定年俸1400万円で契約を更改した。
2023年は、開幕戦に遊撃手として先発出場したものの、徐々に出場機会を減らした。それでも、初めてシーズン通して一軍に帯同し、47試合に出場して、打率.282、0本塁打、8打点を記録。同年6月3日の対千葉ロッテマリーンズ戦（阪神甲子園球場）では5-5の同点で迎えた延長11回一死満塁の打席で廣畑敦也から自身初のサヨナラ安打を放った。11月20日、700万円増となる推定年俸2100万円で契約を更改した。
2024年は、開幕一軍入り。3月31日の試合では2年ぶりの本塁打を放ったが、これは阪神側のリクエストによるリプレー検証で当初の判定が覆ってのものであった。遊撃手のレギュラーであった木浪聖也が左肩甲骨骨折で離脱した6月16日から23試合連続で遊撃手として先発出場し11試合連続安打を記録するなど打撃好調であったが、7月17日の巨人戦で走塁中に左太腿を痛め途中交代した。左太腿裏の肉離れと診断され、7月19日に登録を抹消された。

2025年は開幕遊撃手のレギュラーの木浪聖也が打撃不振なこともあり遊撃手で出場機会を増やした。同年7月20日の読売ジャイアンツ戦でシーズン1号ホームランを放つと翌21日の読売ジャイアンツ戦の1打席目に井上温大から自身初の2試合連続ホームランを放つと続く第2打席は井上温大からこちらも自身初となる2打席連続ホームランを放つもチームはサヨナラ負けを喫した。

## 選手としての特徴
高校時代に50m走で6秒1、30m走で3秒9、遠投で110mを手動計測で記録したほど身体能力が高く、広角に打ち分けるシュアな打撃と、守備範囲の広さが持ち味。高校時代に対外試合で通算24本塁打を打ったほどの長打力も持ち合わせていることから、右投左打の遊撃手である鳥谷敬にちなんで「鳥谷2世」とも呼ばれている。
内野守備では、スローイングへの評価が特に高い。もっとも、阪神2年目の2020年に初めて臨んだ一軍公式戦では、初回の守備で平凡なゴロを後逸したことをきっかけにチームが先制点を許す試合が相次いだ。このため、現役時代に遊撃守備の名手として鳴らした二軍監督の平田勝男からは、シーズンの終了後に「（一軍に昇格してから）守備が下手になっている」との苦言を呈されている。

## 人物
愛称はお笑い芸人のおばたのお兄さんにちなんだ「お兄さん」など。
鳥谷敬に憧れたのもプロを目指した理由のひとつ。2018年のドラフト会議で当時鳥谷のいた阪神から指名を受けた直後には、同学年（報徳学園高校3年生）の遊撃手・小園海斗（広島から1巡目で指名後に入団）をライバルに挙げながら、「鳥谷選手のような遊撃手になれるようにしたい」とコメント。入団を機に鳥谷のチームメイトになったが、鳥谷が翌2019年限りで退団するまでは、一・二軍を通じて実戦でプレーを共にする機会がなかった。
ベリーグッドマンのMOCAが延岡学園高校硬式野球部の先輩（2006年度の卒業生）に当たる縁で、阪神2年目の2020年には、MOCAのソロ曲「No rain, No rainbow」を登場曲に使用。ベリーグッドマンが同年に公開した「ライトスタンド～すべての球児たちへ～」のスペシャルミュージックビデオにも、「友情出演」扱いで登場している。さらにMOCAが2023年沖縄キャンプにGAORA SPORTSの取材で対談したことを受け、「No rain, No rainbow (OBATA Remix)」を制作してもらい打席登場曲として使用する。
2020年には、以下のような異例の事態に相次いで見舞われている。
- 4月2日には、前夜（1日）の発熱をきっかけにPCR検査を受診した。3月27日に新型コロナウイルスへの感染が確認された先輩捕手・長坂拳弥と、24日・25日に虎風荘（入団1年目から長坂などの選手と共同で生活している兵庫県西宮市内の球団合宿所）で食事を共にしていたことを受けて、同市の保健所から「長坂の濃厚接触者」と認定されたことによる[49]。検査の結果は陰性で、チームも所属3選手（長坂・伊藤隼太・藤浪晋太郎）の感染が確認された3月27日から活動を休止していたため、虎風荘内での自室待機[50]とチームの活動再開（4月15日）を経て練習へ復帰した。
- 8月8日に広島東洋カープとのウエスタン・リーグ公式戦で打席に立ったところ、自打球が鼻に当たった影響で鼻骨を骨折した。それでも試合出場への意欲は強く、翌々日（10日）のオリックス・バファローズ戦から実戦に復帰すると、翌11日の同カードからフェースガードを着用[51]。骨折の個所が完治しないまま一軍へ昇格したため、22日の対ヤクルト戦8回表に迎えた一軍公式戦初打席でも着用していた[52]。

## 詳細情報

### 年度別打撃成績
| 年 度     | 球 団     | 試 合 | 打 席 | 打 数 | 得 点 | 安 打 | 二 塁 打 | 三 塁 打 | 本 塁 打 | 塁 打 | 打 点 | 盗 塁 | 盗 塁 死 | 犠 打 | 犠 飛 | 四 球 | 敬 遠 | 死 球 | 三 振 | 併 殺 打 | 打 率 | 出 塁 率 | 長 打 率 | O P S |
| --------- | --------- | ----- | ----- | ----- | ----- | ----- | -------- | -------- | -------- | ----- | ----- | ----- | -------- | ----- | ----- | ----- | ----- | ----- | ----- | -------- | ----- | -------- | -------- | ----- |
| 2020      | 阪神      | 54    | 134   | 127   | 15    | 28    | 1        | 2        | 0        | 33    | 7     | 3     | 1        | 1     | 0     | 5     | 1     | 1     | 37    | 1        | .220  | .260     | .256     | .515  |
| 2021      | 阪神      | 43    | 25    | 23    | 5     | 6     | 1        | 1        | 0        | 9     | 0     | 3     | 1        | 0     | 0     | 2     | 0     | 0     | 7     | 0        | .261  | .320     | .391     | .711  |
| 2022      | 阪神      | 49    | 73    | 69    | 7     | 13    | 1        | 0        | 1        | 17    | 5     | 0     | 0        | 1     | 1     | 2     | 0     | 0     | 21    | 0        | .188  | .208     | .246     | .455  |
| 2023      | 阪神      | 47    | 91    | 78    | 12    | 22    | 1        | 1        | 0        | 25    | 8     | 3     | 1        | 5     | 0     | 8     | 4     | 0     | 23    | 0        | .282  | .349     | .321     | .669  |
| 2024      | 阪神      | 50    | 135   | 116   | 12    | 28    | 3        | 1        | 1        | 36    | 9     | 2     | 3        | 7     | 0     | 12    | 1     | 0     | 27    | 1        | .241  | .313     | .310     | .623  |
| 通算：5年 | 通算：5年 | 243   | 458   | 413   | 51    | 97    | 7        | 5        | 2        | 120   | 29    | 11    | 6        | 14    | 1     | 29    | 6     | 1     | 115   | 2        | .235  | .286     | .291     | .577  |

- 2024年度シーズン終了時

### 年度別守備成績
| 年 度 | 球 団 | 二塁  | 二塁  | 二塁  | 二塁  | 二塁  | 二塁     | 三塁  | 三塁  | 三塁  | 三塁  | 三塁  | 三塁     | 遊撃  | 遊撃  | 遊撃  | 遊撃  | 遊撃  | 遊撃     |
| 年 度 | 球 団 | 試 合 | 刺 殺 | 補 殺 | 失 策 | 併 殺 | 守 備 率 | 試 合 | 刺 殺 | 補 殺 | 失 策 | 併 殺 | 守 備 率 | 試 合 | 刺 殺 | 補 殺 | 失 策 | 併 殺 | 守 備 率 |
| ----- | ----- | ----- | ----- | ----- | ----- | ----- | -------- | ----- | ----- | ----- | ----- | ----- | -------- | ----- | ----- | ----- | ----- | ----- | -------- |
| 2020  | 阪神  | 17    | 30    | 49    | 4     | 8     | .952     | 7     | 1     | 1     | 0     | 0     | 1.000    | 33    | 55    | 81    | 5     | 27    | .965     |
| 2021  | 阪神  | 16    | 12    | 19    | 1     | 4     | .969     | 22    | 3     | 5     | 0     | 1     | 1.000    | 5     | 3     | 2     | 0     | 1     | 1.000    |
| 2022  | 阪神  | 36    | 41    | 63    | 2     | 20    | .981     | 8     | 1     | 0     | 0     | 0     | 1.000    | 1     | 2     | 2     | 0     | 1     | 1.000    |
| 2023  | 阪神  | -     | -     | -     | -     | -     | -        | -     | -     | -     | -     | -     | -        | 34    | 47    | 68    | 4     | 13    | .966     |
| 2024  | 阪神  | -     | -     | -     | -     | -     | -        | -     | -     | -     | -     | -     | -        | 45    | 59    | 94    | 5     | 19    | .968     |
| 通算  | 通算  | 69    | 83    | 131   | 7     | 32    | .968     | 37    | 5     | 6     | 0     | 1     | 1.000    | 118   | 166   | 247   | 14    | 61    | .967     |

- 2024年度シーズン終了時

### 記録
初記録
- 初出場：2020年8月22日、対東京ヤクルトスワローズ11回戦（明治神宮野球場）、6回裏に糸原健斗に代わり二塁手として出場
- 初打席：同上、8回表に風張蓮から投ゴロ
- 初盗塁：2020年8月25日、対中日ドラゴンズ10回戦（阪神甲子園球場）、8回裏にジェリー・サンズの代走として二盗（投手：ルイス・ゴンサレス、捕手：郡司裕也）
- 初先発出場：2020年8月26日、対中日ドラゴンズ11回戦（阪神甲子園球場）、8番・二塁手として先発出場
- 初安打：2020年8月27日、対中日ドラゴンズ12回戦（阪神甲子園球場）、5回裏に柳裕也から中前安打
- 初打点：2020年8月29日、対広島東洋カープ13回戦（MAZDA Zoom-Zoom スタジアム広島）、2回表に大瀬良大地から一塁適時内野安打
- 初本塁打：2022年4月24日、対東京ヤクルトスワローズ6回戦（明治神宮野球場）、7回表に大下佑馬から右越2ラン[27]

### 背番号
- 38（2019年 - ）

### 登場曲
- 「Girls」西野カナ（2019年）
- 「No rain, No rainbow」MOCA（2020年 - 2021年、2022年（奇数打席））
- 「Chopstick」NiziU（2022年）※偶数打席
- 「No rain, No rainbow (OBATA Remix)」MOCA（2023年 - ）[48]